# Tegula und Imbrex

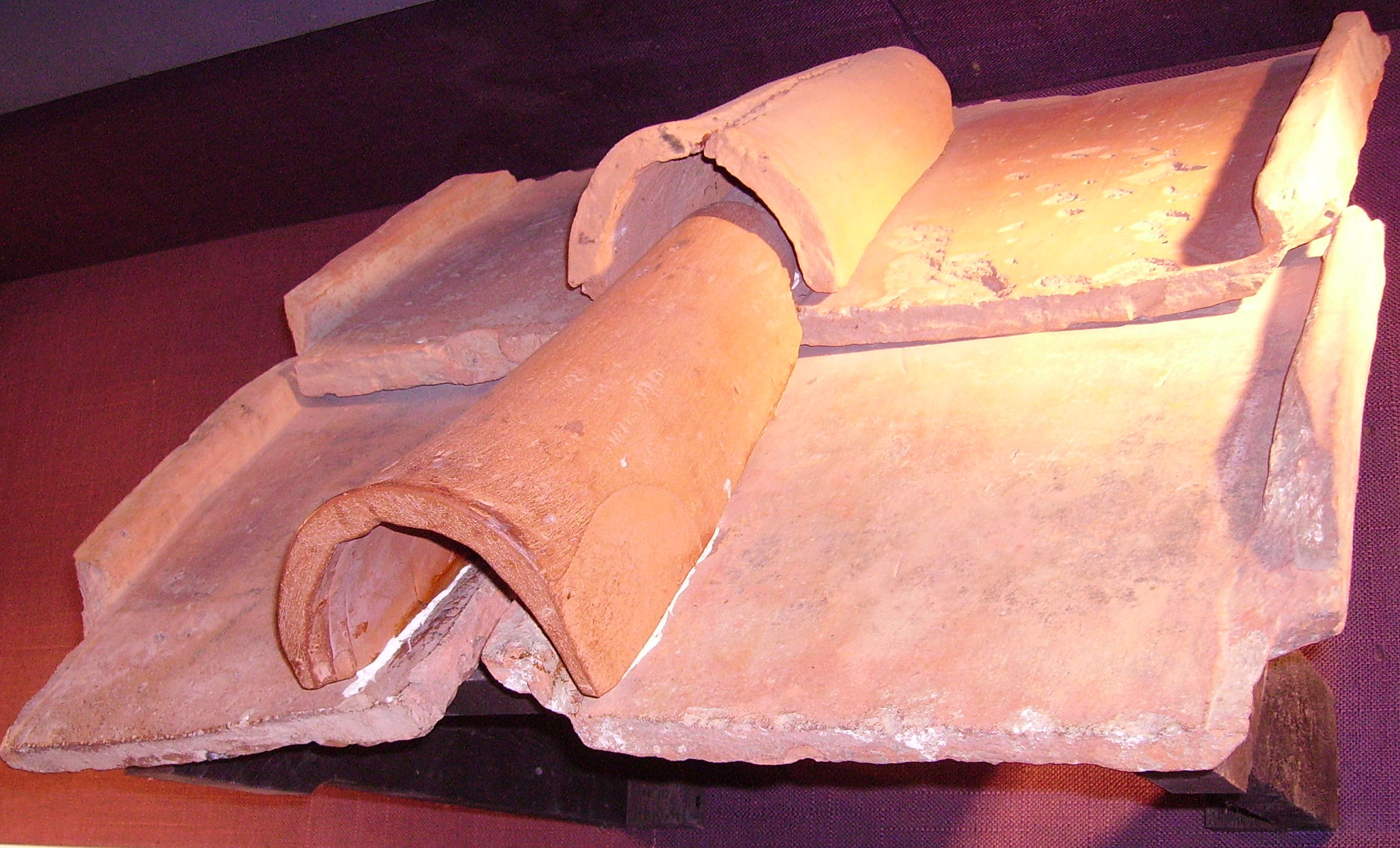
Beispiel für das Übereinanderlegen von Tegulae und Imbrices

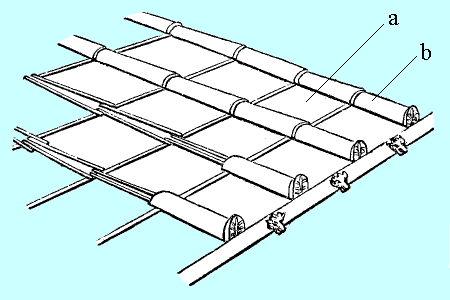
Zeichnung einer Dachdeckung mit Tegulae und Imbrices

Tegula und Imbrex sind Formen antiker Dachziegel.
Die Tegula ist ein rechteckiger, flacher Ziegel mit hochgezogenen Leisten an den beiden Längsseiten. Auf dem Dach stoßen die seitlichen Leisten zweier nebeneinander liegender Tegulae aneinander. Zur Abdichtung wird eine Imbrex über die Stoßfuge gelegt. Die Namen sind abgeleitet aus dem Lateinischen: imbrex (Plural imbrices) von lat. imbricus = regnerisch und tegula (Plural tegulae) = (Dach-)Ziegel.
Dachdeckungen mit Tegula und Imbrex waren in den römischen Provinzen weit verbreitet. In archäologischen Fundzusammenhängen sind Funde solcher Ziegel in großer Zahl aus Städten, Militärlagern, Vici und Villen bekannt. Tegulae tragen gelegentlich Herstellerstempel oder Abdrücke von Tierpfoten. Als Hersteller treten auf den Ziegelstempeln sowohl militärische Einheiten wie auch Zivilpersonen in Erscheinung.
Vom Begriff Tegula sind die Worte „Ziegel“ und „Tegel“ (als Gestein) abgeleitet.

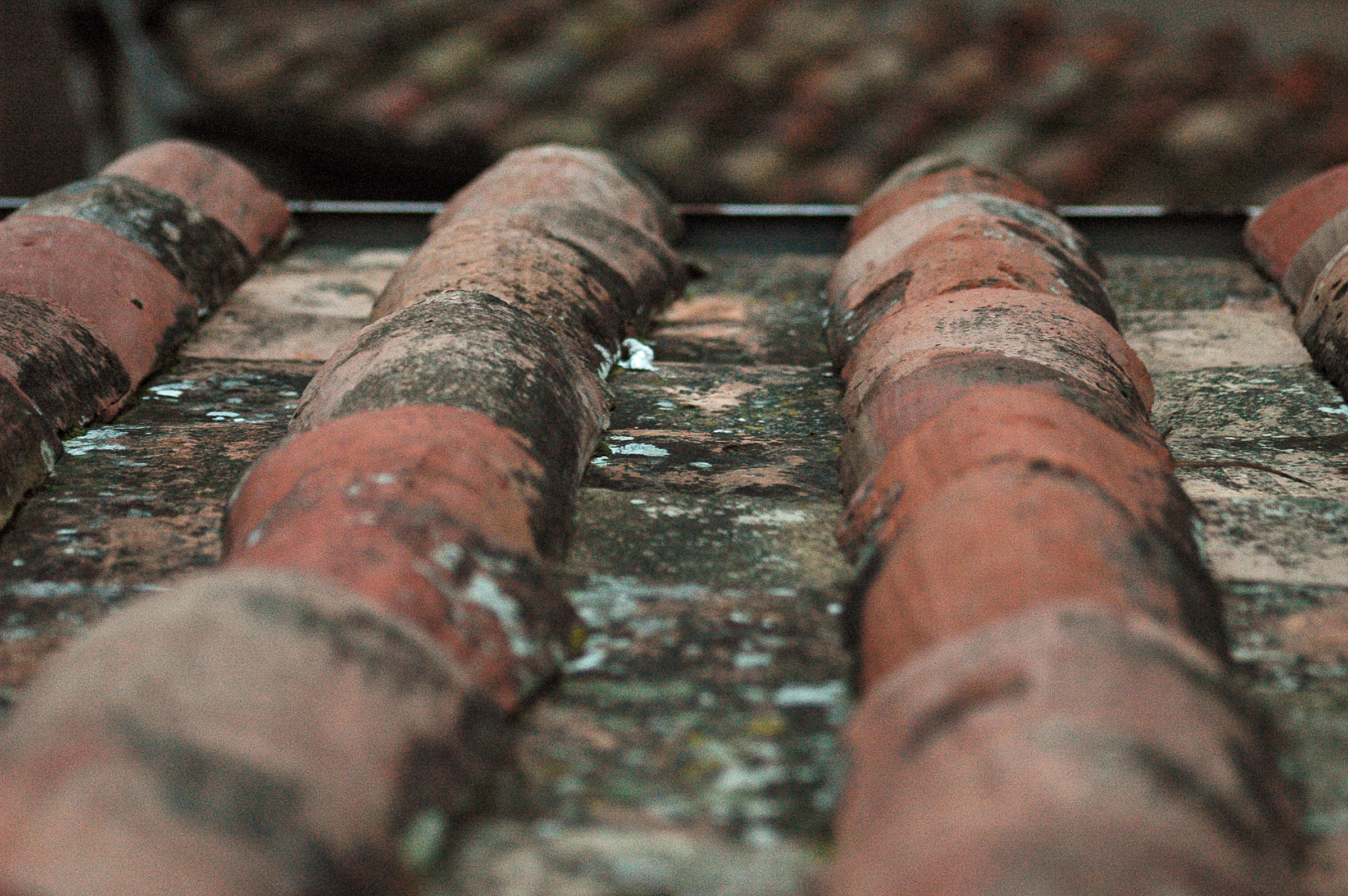
Imbrices und tegulae sind auch im Jahre 2005 noch, in Funktion, in Rom zu finden.